# Regne d'Armènia (antiguitat)
El Regne d’Armènia, també Regne de la Gran Armènia, o simplement la Gran Armènia (armeni: Մեծ Հայք Mets Hayk; llatí: Armenia Maior), de vegades referit com a Imperi Armeni, era una monarquia a l'Antic Pròxim Orient que va existir des del 321 aC fins al 428 dC. La seva història es divideix en regnats successius per tres dinasties reials: els Oròntides (321 aC – 200 aC), els Artàxides (189 aC-12 dC) i els Arxakuní (52-428).
L’arrel del regne rau en una de les satrapies de l'Imperi Aquemènida de Pèrsia anomenada Armènia (Satrapia d’Armènia), que es va formar a partir del territori del Regne d’Ararat (860 aC – 590 aC) després de la seva conquesta pels medes el 590 aC. La satrapia es va convertir en un regne el 321 aC durant el regnat de la dinastia oròntida després de la conquesta de Pèrsia per part d'Alexandre el Gran, que aleshores es va incorporar com un dels regnes hel·lenístics de l'Imperi Selèucida.
Sota l’Imperi selèucida (312–63 aC), el tron armeni es va dividir en dos, Armènia Major i Sofene, que van passar a membres de la dinastia dels Artàxides el 189 aC. Durant l'expansió oriental de la República Romana, el Regne d'Armènia, sota Tigranes el Gran, va assolir el seu punt àlgid, del 83 al 69 aC, després de la reincorporació de Sofene i la conquesta dels territoris restants de l'Imperi Selèucida en caiguda, acabant efectivament la seva existència i elevant Armènia a un imperi durant un breu període, fins que fou conquerit per Roma el 69 aC. La resta de reis artàxídes van governar com a súbdits de Roma fins que van ser derrocats el 12 dC a causa de la seva possible fidelitat al principal rival de Roma a la regió, Partia.
Durant les guerres entre Roma i Partia, la dinastia arsàcida d’Armènia es va fundar quan Tiridates I, membre de la dinastia arsàcida de Partia, va ser proclamat rei d’Armènia el 52. Al llarg de gran part d'aquest període, Armènia va estar molt disputada entre Roma i Partia i la noblesa armènia es van dividir entre proromans, proparts o neutrals. Del 114 al 118, Armènia es va convertir breument en una província de l'Imperi Romà sota l'emperador Trajà. El Regne d’Armènia servia sovint com a estat súbdit o vassall a la frontera dels dos grans imperis i dels seus successors, l'Imperi Romà d'Orient i el sassànida. El 301, Tiridates III va proclamar el cristianisme com la religió estatal d'Armènia, convertint el regne armeni en el primer estat que abraçà oficialment el cristianisme.
Durant les guerres entre els imperis romà d'Orient i sassànida, Armènia va ser finalment dividida en l'Armènia bizantina el 387 i l'Armènia persa el 428.

## Història

### Orígens
Les terres altes armenies, aleshores conegudes com les muntanyes d'Ararat (accadi: Urartu), eren originàriament habitades per tribus proto-armènies que encara no constituïen un estat o nació unitària. Les terres altes van ser unides per primera vegada per tribus de les rodalies del llac Van al Regne de Van. El regne competia amb Assíria per la supremacia a les terres altes d'Ararat i al Creixent Fèrtil. Entre el 612 aC i el 585 aC, el país va ser conquerit per tribus traciofrígies (que acabarien formant el futur poble dels armenis), que destruïren el regne. L'últim rei d'Urartu o un dels primers reis dels invasors armenis es va sotmetre a l'Imperi Meda, com també ho feren els assiris, fins que l'Imperi Mede cau enderrocat per la revolta encapçalada per Cir II el Gran el 559 aC, comença l'Imperi Aquemènida i el seu territori es va reorganitzar en una satrapia anomenada Armènia (persa antic: Armina, elamita: Harminuya, accadi: Urashtu). La dinastia oròntida va governar com a sàtrapes de l'Imperi Aquemènida durant tres segles fins a la derrota de l'imperi contra l'imperi macedoni d'Alexandre el Gran a la batalla de Gaugamela el 331 aC. Després de la mort d'Alexandre el 323 aC, un general macedoni anomenat Neoptòlem va obtenir Armènia fins que va morir el 321 aC i els oròntides van tornar, no com a sàtrapes, sinó com a reis.

### Dinastia oròntida
A partir del 301 aC Armènia s'inclou dins l'esfera d'influència de l'Imperi selèucida amb un grau considerable d'autonomia, conservant els seus governants nadius. Orontes III i Mitridates I del Pont, es van reconèixer independents, elevant així l'antiga satrapia armènia a un regne, donant lloc al regne d'Armènia i al Regne del Pont, la Petita Armènia. Orontes III també va derrotar el comandant tesalí Menon, que volia capturar les mines d'or de Sper. L'any 227 aC el rei rebel selèucida Antíoc Híerax es va refugiar en territori armeni governat per Arsames I d'Armènia. Antíoc III el Gran va decidir suprimir les dinasties locals i va assetjar Arsamosata. Xerxes, el sàtrapa de Sòfene i Commagene, es va rendir i va implorar la clemència del rei, a qui va acceptar com el seu sobirà i Antíoc li va donar la seva germana Antioquis, que més tard l'assassinaria. La Gran Armènia va ser governada per un descendent d'Hidarnes oròntida, l'últim governant orontida de la Gran Armènia, i aparentment va ser sotmès per Antíoc III el Gran. Cap a finals del 212 aC Antíoc III el Gran va dividir el país en dos regnes, tots dos estats vassalls dels selèucides governats per oficials seus: la Gran Armènia per Artàxies, i l'Armènia Sòfene i Commagene (o Armènia Menor) per Zariadris. Afeblit per l'Imperi Selèucida que succeí a l'imperi macedoni, l’últim rei oròntida, Orontes IV, fou enderrocat el 200/201 aC i el regne fou assumit per un comandant de l'Imperi selèucida, Artash I, que se suposa que té relació amb la pròpia dinastia oròntida.

### Dinastia artàxida

La Gran Armènia de Tigranes II

Mapa d'Armènia i els estats vassalls romans a l'est d'Àsia Menor, ca. 50 dC, abans de la guerra romana-part i l'annexió dels regnes vassalls a l'Imperi

La influència de l'Imperi selèucida sobre Armènia s'havia debilitat després que fou derrotada pels romans a la batalla de Magnèsia el 190 aC. Així, el mateix any, Artaxes I va fundar un estat armeni hel·lenístic al costat del regne armeni de Sofene dirigit per Zariadris. Artaxes es va apoderar de Yerevandashat, va unir les terres altes armènies a costa de les tribus veïnes i va fundar la nova capital reial d'Artàxata a prop del riu Araxes. Segons Estrabó i Plutarc, Hanníbal va rebre hospitalitat a la cort armenia d'Artaxes I. Els autors afegeixen una història apòcrifa de com Aníbal va planejar i supervisar la construcció d'Artàxata. La nova ciutat es va situar en una posició estratègica en la conjuntura de rutes comercials que connectaven el món grec antic amb Bactriana, l'Índia i la mar Negra, cosa que va permetre als armenis prosperar. Tigranes el Gran va veure una oportunitat d’expansió en la contínua contesa civil al sud. El 83 aC, a invitació d’una de les faccions de les interminables guerres civils, va entrar a Síria i aviat es va establir com a governant de Síria —que posava pràcticament al final l’Imperi selèucida— i va governar pacíficament durant 17 anys. Durant el zenit del seu govern, Tigranes el Gran va estendre el territori d’Armènia fora de l'altiplà d'Armènia per parts del Caucas i la zona que ara és el sud-est de Turquia, l'Iran, Síria i el Líban, convertint-se en un dels estats més poderosos de l'orient romà.

### Domini romà
Armènia va quedar sota l'esfera d’influència de l'Antiga Roma el 66 aC, després de la batalla de Tigranocerta i la derrota final de l'aliat d’Armènia, Mitridates VI del Pont. Marc Antoni va envair i va derrotar el regne el 34 aC, però els romans van perdre l'hegemonia durant la Quarta Guerra Civil Romana entre el 32 i el 30 aC. El 20 aC August va negociar una treva amb els parts, convertint Armènia en un estat coixí entre les dues grans potències.
August va instal·lar Tigranes V com a rei d'Armènia el 6 dC, però va governar amb Erato d'Armènia. Els romans van instal·lar Mitridates d'Armènia com a rei súbdit. Mitrídates va ser arrestat per Calígula, però posteriorment restaurat per Claudi. Posteriorment, Armènia va ser sovint un focus de disputa entre Roma i Partia, amb les dues principals potències donant suport als sobirans i usurpadors oposats. Els parts van obligar Armènia a sotmetre's el 37 dC, però el 47 dC els romans van reprendre el control del regne. El 51 dC Armènia va caure en mans d'una invasió ibèrica patrocinada per Partia, liderada per Radamist. Tigranes VI d'Armènia va governar des del 58 dC, instal·lat novament pel suport romà. El període de turbulències acaba el 66 dC, quan Tiridates I d'Armènia va ser coronat rei d'Armènia per Neró. Durant la resta de la durada del regne armeni, Roma encara el considerava un regne súbdit de dret, però la dinastia governant era d’extracció part, i els escriptors romans contemporanis van pensar que Neró havia cedit de facto Armènia als parts.

### Dinastia arxakuní
Sota Neró, els romans van lluitar contra l'Imperi Part (55-63), que havia envaït el Regne d'Armènia, aliat amb els romans. Després de guanyar Armènia el 60 i després de perdre-la el 62, els romans van enviar la Legio XV Apollinaris de Pannònia a Gneu Domici Corbuló, legat de Síria. El 63, reforçat encara més per les legions III Gallica, V Macedònica, X Fretensis i XXII Primigènia, el general Corbuló va entrar als territoris de Vologès I de Pàrtia, que va retornar el regne armeni a Tiridates, germà del rei Vologès I.
Una altra campanya va ser dirigida per l'emperador Luci Aureli Ver el 162-165, després que Vologès IV de Partia havia envaït Armènia i instal·lat el seu cap general al seu tron. Per contrarestar l'amenaça part, Ver va partir cap a l'est. El seu exèrcit va obtenir importants victòries i va recuperar la capital. Sohemus, un ciutadà romà d’herència armenia, va ser instal·lat com a nou rei súbdit. Però durant una epidèmia dins de les forces romanes, els parts van recuperar la major part del territori perdut el 166. Sohemus es va retirar a Síria i la dinastia arxakuní fou restablerta al govern d'Armènia.
Després de la caiguda de la dinastia arsàcida a Pèrsia, l'Imperi Sassànida que la va succeir aspirava a restablir el control persa. Els perses sassànides van ocupar Armènia el 252. No obstant això, el 287, Tiridates III el Gran va ser establert rei d'Armènia pels exèrcits romans. Després de la difusió del cristianisme a Armènia per Gregori l'Il·luminador, Tiridates va acceptar el cristianisme i el va convertir en la religió oficial del seu regne. La data tradicional per a la conversió d’Armenia al cristianisme s’estableix el 301, precedint la conversió de l'emperador romà Constantí el Gran i l'edicte de Milà en una dotzena d’anys.
El 387, el Regne d'Armènia es va dividir entre l'Imperi Romà d'Orient i l'Imperi Persa. L'Armènia Occidental es va convertir primer en una província de l'Imperi Romà amb el nom d'Armènia Menor i, més tard, en l'Armènia bizantina; l'Armènia Oriental va romandre com a regne dins de Pèrsia fins que, el 428, la noblesa local va enderrocar el rei i els sassànides van instal·lar un governador al seu lloc, començant el període Marzpanat sobre l'Armènia persa. Aquelles parts de l'Armènia històrica van romandre sota el control persa fins a la Conquesta musulmana d'Armènia en 645 per Habib ibn Màslama al-Fihrí, mentre que les parts romanes d'Orient van romandre també fins a la conquesta dels exèrcits àrabs, al segle VII. El 885, després d'anys de domini romà, persa i àrab, Armènia va recuperar la seva independència sota la dinastia Bagratuni.